# Pine Mountain
Pine Mountain es un pueblo ubicado en el condado de Harris en el estado estadounidense de Georgia. En el censo de 2000, su población era de 1.141.

## Demografía
En el 2000 la renta per cápita promedia del hogar era de $31,685, y el ingreso promedio para una familia era de $36,429. El ingreso per cápita para la localidad era de $16,486. Los hombres tenían un ingreso per cápita de $28,889 contra $19,524 para las mujeres.

## Geografía
Pine Mountain se encuentra ubicado en las coordenadas 32°51′39″N 84°51′7″O / 32.86083, -84.85194 (32.860749, -84.851848).
Según la Oficina del Censo, la localidad tiene un área total de 7,3 km² (2,8 mi²), de la cual 7 km² (2,7 mi²) es tierra y 0,3 km² (0 mi²) (3.00%) es agua.